# Oenoptila laudata
Oenoptila laudata là một loài bướm đêm trong họ Geometridae.